# Cratere Pitiscus

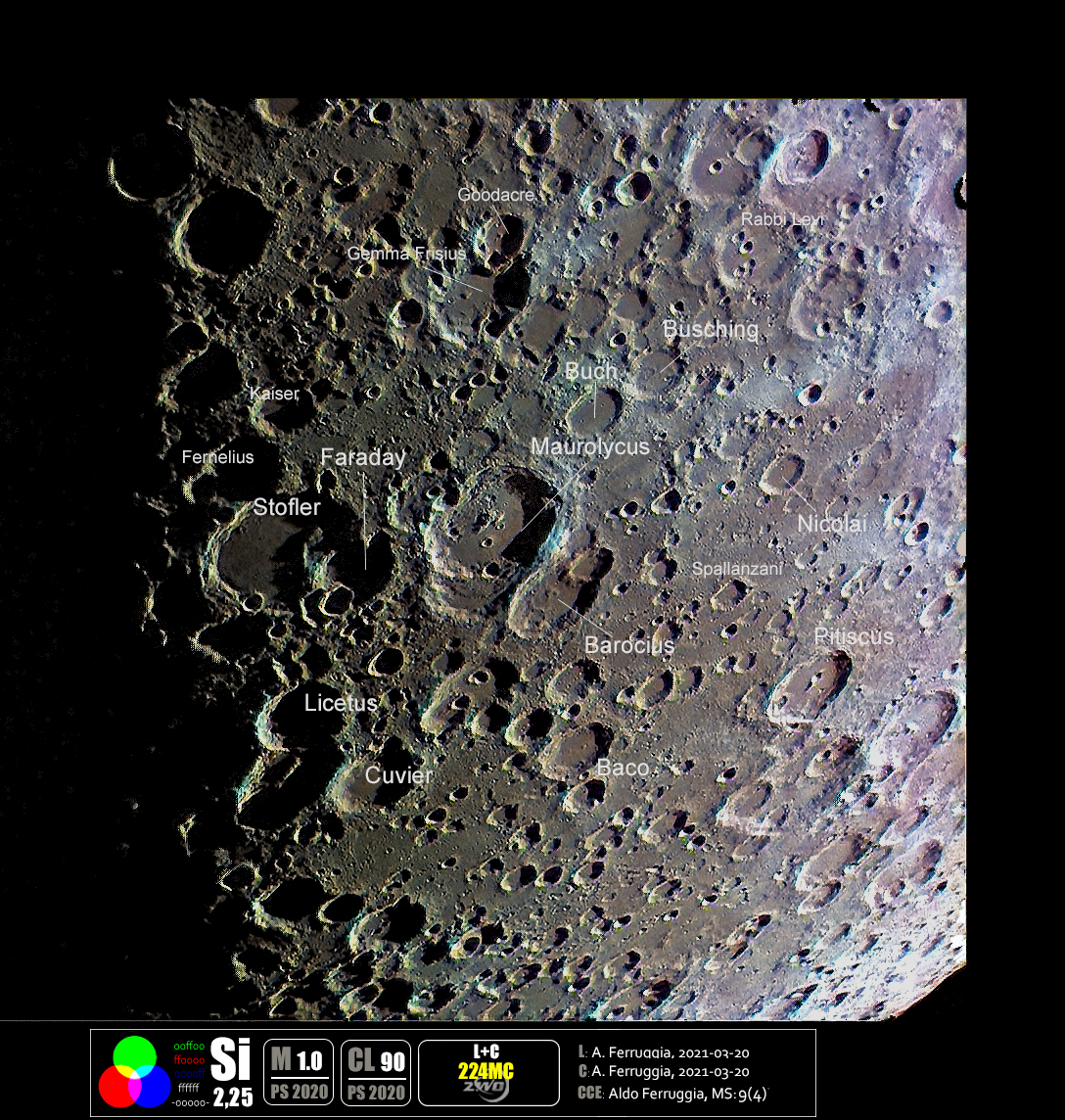
Immagine selenocromatica dell'area del cratere

Pitiscus è un cratere lunare di 79,85 km situato nella parte sud-orientale della faccia visibile della Luna.